# New York Americans
New York Americans – amerykański klub hokeja na lodzie z siedzibą w Nowym Jorku, którz grał w NHL od sezonu 1925/1926 do sezonu 1941/1942. Klub został rozwiązany.